# Liebesbriefe der Baronin von S...
Liebesbriefe der Baronin von S... er en tysk stumfilm fra 1924 af Henrik Galeen.

## Medvirkende
- Mia May som Baronin von S.
- Alfredo Bertone som Baron von S.
- Memo Benassi som Giovanni
- Desdemona Mazza som Kokotte Jou-Jou - Ginetta
- Ernst Gronau som Marquis Grillon